# Alexandru Sterca-Șuluțiu
Alexandru Sterca-Șuluțiu, cunoscut și ca Alexandru Sterca-Șuluțiu de Cărpiniș, (n. 15 februarie 1794, Abrud – d. 7 septembrie 1867, Blaj) a fost arhiepiscop-mitropolit al Bisericii Române Unite cu Roma, fratele tribunului pașoptist Ioan Sterca-Șuluțiu. În timpul păstoririi sale, Eparhia Făgăraș (cu sediul în Blaj) a fost scoasă de sub jurisdicția Arhiepiscopiei de Esztergom (Strigoniu) și a devenit Provincie ecleziastică de sine stătătoare, cu Episcopia de Oradea Mare, Episcopia de Gherla și Episcopia de Lugoj ca sufragane (subordonate).

## Originea și studiile
Alexandru Sterca-Șuluțiu provine dintr-o familie nobiliară română din Transilvania, din zona Cărpinișului. A studiat la Abrud, Alba Iulia și Blaj, unde s-a pregătit pentru preoție în Seminariul diecezan din Mica Romă. Pe 8 noiembrie 1814 s-a căsătorit cu Ana Aron de Bistra, iar la 6 decembrie 1814 a fost hirotonit preot. Soția sa a murit pe 18 februarie 1818, iar el a rămas preot văduv, după care, peste ani, a fost consacrat ca episcop pentru Eparhia de Făgăraș. A încetat din viață la 7 septembrie 1867 la Blaj, la vârsta de 73 de ani. A fost înmormântat în cimitirul de lângă Biserica Grecilor din Blaj, loc unde este înmormântat și canonicul și savantul blăjean Timotei Cipariu.

## Cariera ecleziastică

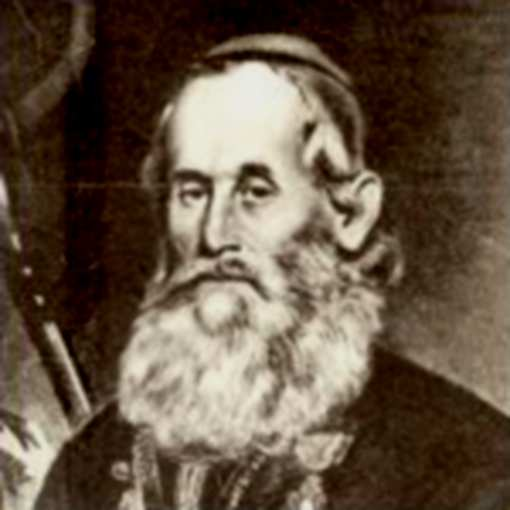
Alexandru Sterca-Șuluțiu

În anul 1836 a devenit vicar al Vicariatului unit al Silvaniei și Protopop al Șimleului. În Sinodul electoral din 30 septembrie 1850 a fost ales pe locul întâi drept candidat pentru scaunul episcopal de Făgăraș (ce sediul la Blaj). Pe 18 noiembrie 1850 a fost numit, iar pe 22 iulie 1851, a fost consacrat episcop în Catedrala Sfântul Nicolae din Oradea, de către episcopul Vasile Erdeli. Pe 6 decembrie 1853, Papa Pius al IX-lea a scos Episcopia română-unită de Făgăraș de sub jurisdicția mitropolitană și primațială a arhiepiscopului de Strigoniu (Esztergom) și a înălțat-o la demnitatea de arhiepiscopie și mitropolie. Prin acest act episcopul Alexandru Sterca-Șuluțiu a devenit totodată arhiepiscop și mitropolit al Bisericii Române Unite, Provincie ecleziastică de sine stătătoare. Pe 28 octombrie 1855 a fost instalat în noua calitate printr-o mare solemnitate desfășurată în Catedrala "Sfânta Treime" a Blajului în prezența nunțiului apostolic de la Viena, cardinalul Michele Viale-Prelà.

## Decorații
Episcopul a primit multe distincții și titluri, între altele:
- Crucea de Cavaler al ordinului imperial Franz Joseph, 1850
- Comandor al Ordinului Imperial Leopold, 1851
- Prelat al Sfinției Sale, Papa Pius al IX-lea, 1855
- Asistent la tronul pontifical și Conte roman (titlu nobiliar pontifical), 1855
- Consilier secret imperial, 1856
- Ordinul imperial austriac al Coroanei de Fier de clasa 1-a, 1860

## Scrieri istorice
- Istoria Horei[5] și a Românilor din Munții Apuseni (rămasă în manuscris)

## Varia
- O piață din Timișoara precum și străzi din Alba Iulia, Mediaș , Șimleu Silvaniei și Turda îi poartă numele.

## Imagini

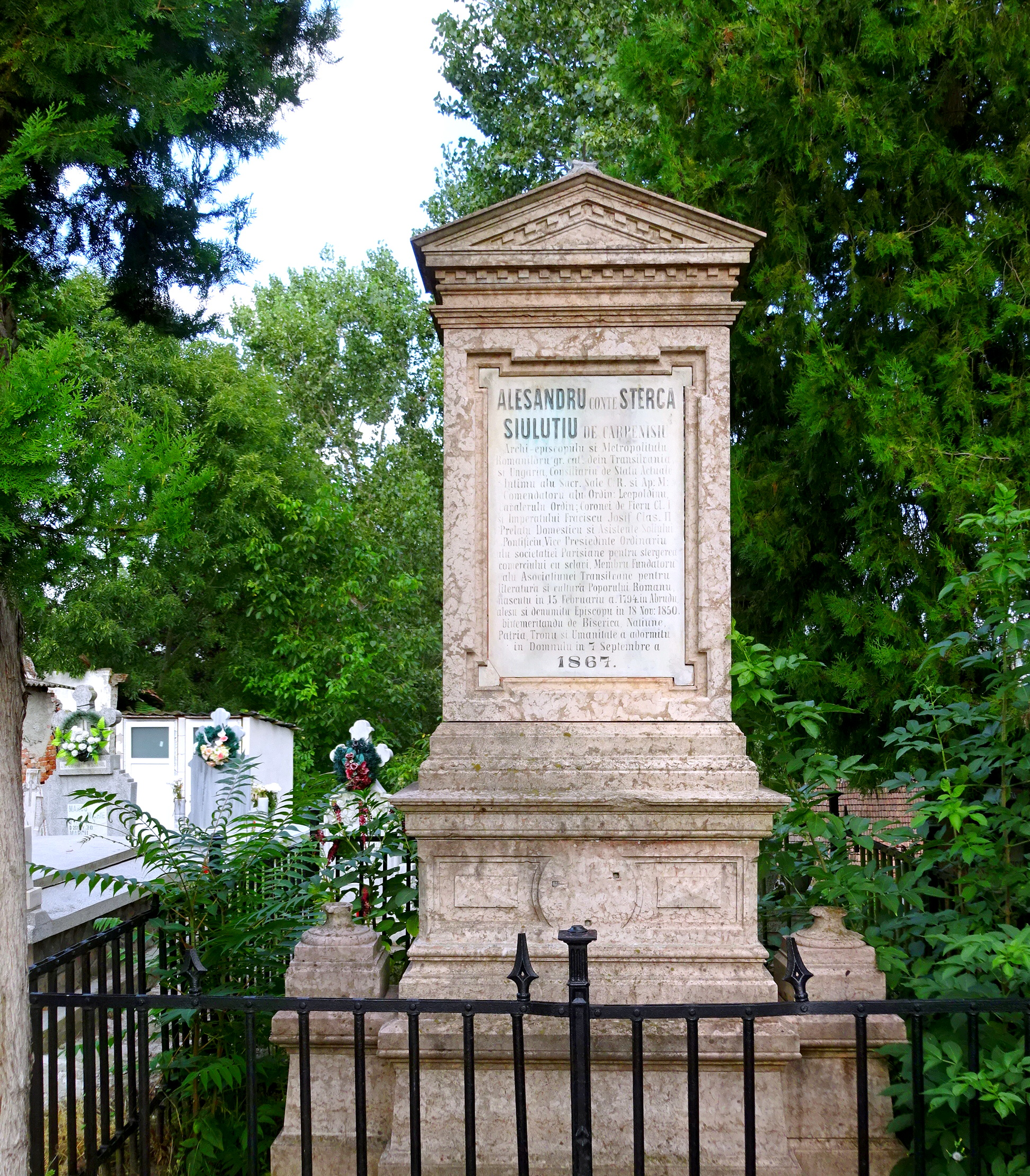
Mormântul lui  Alexandru Sterca-Șuluțiu din cimitirul bisericii Sfinții Arhangheli din Blaj
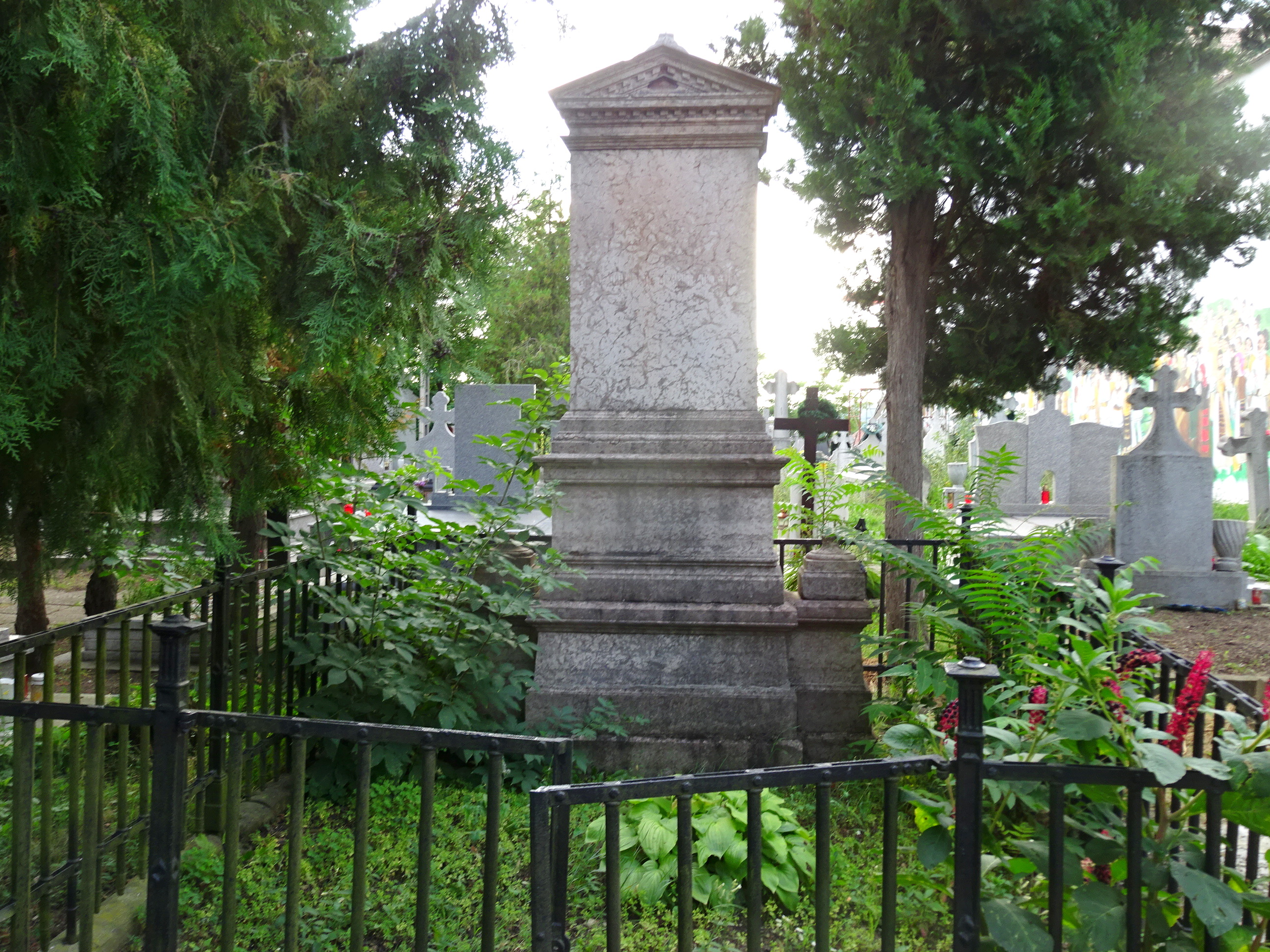
Mormântul lui  Alexandru Sterca-Șuluțiu din cimitirul bisericii Sfinții Arhangheli din Blaj